# ياكوفليف ياك-53
ياكوفليف ياك-53 كان طائرة بهلوانية وتدريب منتجة في الاتحاد السوفياتي خلال 1981/2. فقط إنتاج نماذج مبدئية فقط.

## تاريخ التشغيل
حقق النموذج ياك-53 رقمين قياسيتين عالمية في أعلى ارتفاع في فئتها في 15 شباط / فبراير و 23 شباط / فبراير 1982. تقول بعض المصادر إلى استعمال مراوح بثلاثة نصول من صناعة عربية.

## المواصفات
المواصفات العامة
- طاقم العمل: 1
- الطول: 7.68 م (25ft 2½in قدم  إنش)
- الوزن الفارغ: 900 كجم (1,984 رطل)
- الوزن الإجمالي: 1,060 كجم (2,340 رطل)
- المحرك: 1 × Vedeneyev M-14P, 268.45 كيلو وات (360 حصان) لكل

الأداء
- السرعة القصوى: 300 كم/س (186 ميل/ساعة)